# Ruhbergia bifalcata
Ruhbergia bifalcata är en klomaskart som beskrevs av Reid 1996. Ruhbergia bifalcata ingår i släktet Ruhbergia och familjen Peripatopsidae. Inga underarter finns listade i Catalogue of Life.